# Ilja Olegowitsch Kutepow
Ilja Olegowitsch Kutepow (russisch Илья Олегович Кутепов, nach englischer Transkription Ilya Kutepov; * 29. Juli 1993 in Stawropol) ist ein russischer Fußballspieler.

## Karriere

### Verein
Der Abwehrspieler spielte während seiner Jugendzeit in den Jahren von 2001 bis 2005 zuerst beim Heimatklub Dynamo Stawropol. Im Anschluss daran war er für zwei weitere Jahre bei SchBF Gelendschik aktiv. 2007 folgte der Wechsel zur Fußballakademie Konopljow in Toljatti. Hier war er bis 2010 tätig. Anschließend spielte er bis 2012 in der Profimannschaft des Vereins. 2012 folgte der Wechsel zur zweiten Mannschaft von Spartak Moskau. Von 2013 bis 2013 lief er bei Akademia Spartak Moskau 2, einem Farmteam, auf.

### Nationalmannschaft
Kutepow durchlief sämtliche Altersklassen der Nationalmannschaften. Sein Debüt für die russische Nationalmannschaft gab er am 9. Oktober 2016 im Freundschaftsspiel gegen Costa Rica, zudem gehört er zum endgültigen Aufgebot für die Fußball-Weltmeisterschaft 2018.

## Erfolge
- Russischer Meister 2017
- Russischer Supercup 2016/17